# Mníšek nad Hnilcom
Mníšek nad Hnilcom (do roku 1927 pouze Mníšek, německy Einsiedel an der Göllnitz či Einsiedel maďarsky Szepesremete či Remete), je obec na Slovensku nacházející se v okrese Gelnica v Košickém kraji, v historickém regionu Spiš. První písemná zmínka o obci pochází z roku 1233.
Obec se nachází na soutoku Hnilce a potoka Smolník a tyčí se nad ní hora Kloptaň (1153 m). V obci žije přibližně 1 800 obyvatel.
Obcí prochází železniční trať Margecany – Červená Skala a kříží se zde silnice druhé třídy II/546 a II/549.

## Pamětihodnosti
- Římskokatolický kostel Povýšení sv. Kříže – jednolodní klasicistní stavba s půlkruhově ukončeným kněžištěm a předsazenou věží z roku 1820. Stojí na místě starší stavby ze 17. století, z které se zachovala věž. Interiér je zaklenutý pruskou klenbou. Výmalba interiéru z období vzniku kostela je dílem malíře Hüttnera. Oltář je tyrolská eklektická práce z konce 19. století.[2] Varhany pocházejí z počátku 19. století.
- Evangelický kostel –  jednolodní klasicistní toleranční stavba se segmentovým ukončením kněžiště a předsazenou věží z roku 1787. V roce 1901 byl rozšířený o věž. Nachází se v něm klasicistní oltář s obrazem Krista na Olivové hoře od I. Revesza z roku 1901 a kazatelna z roku 1792. Varhany jsou z roku 1912.[3]

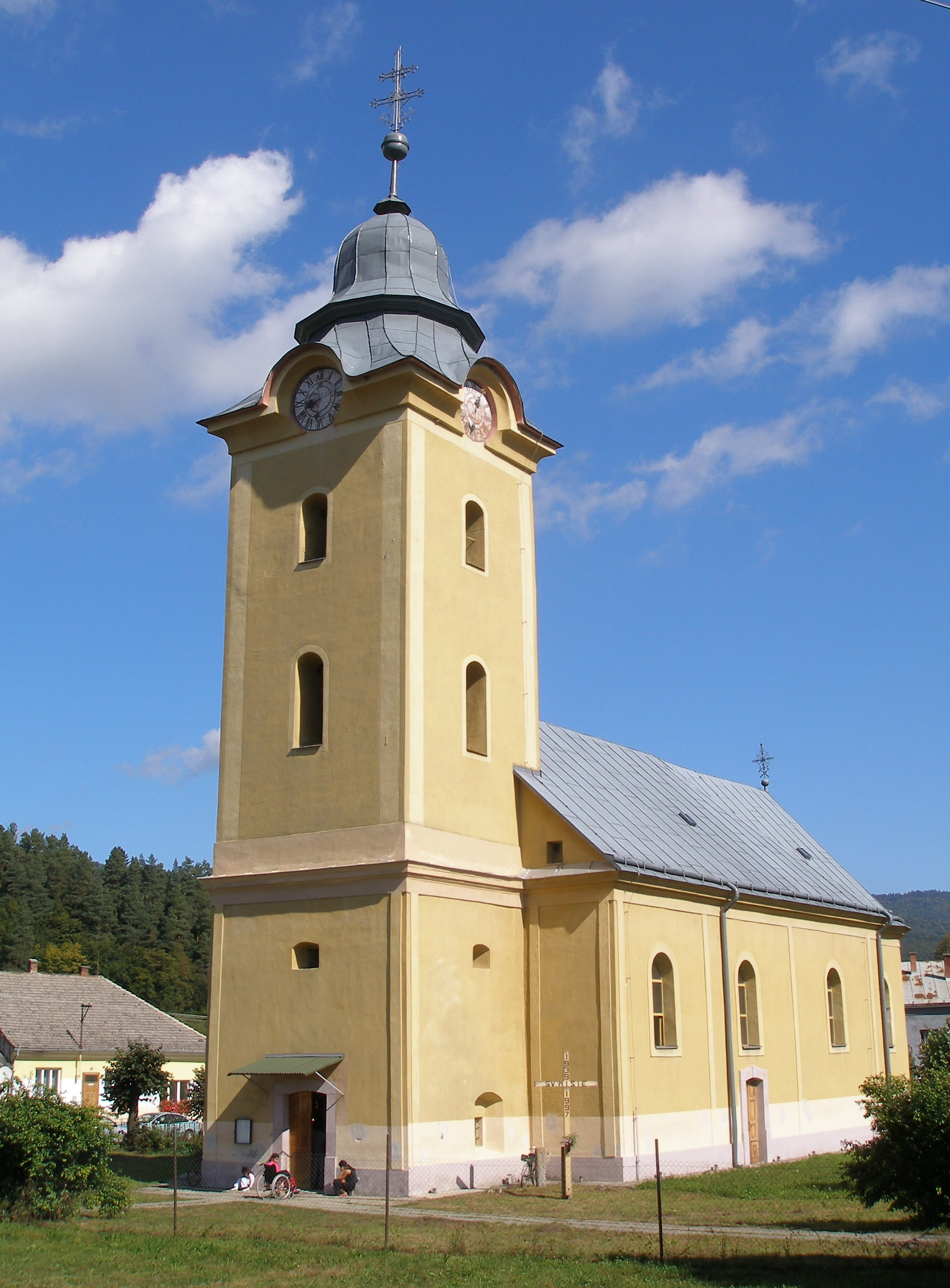
Kostel Povýšení sv. Kříže
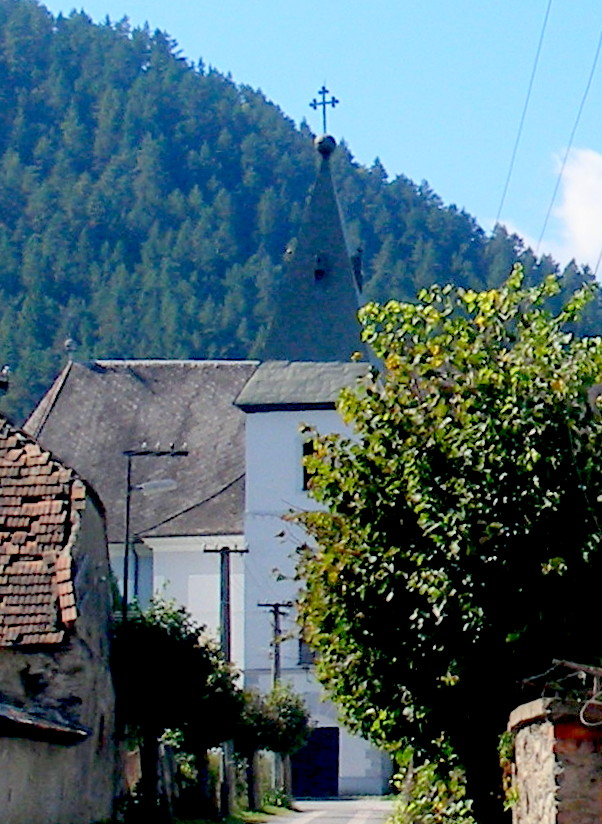
Evangelický kostel

## Odkazy

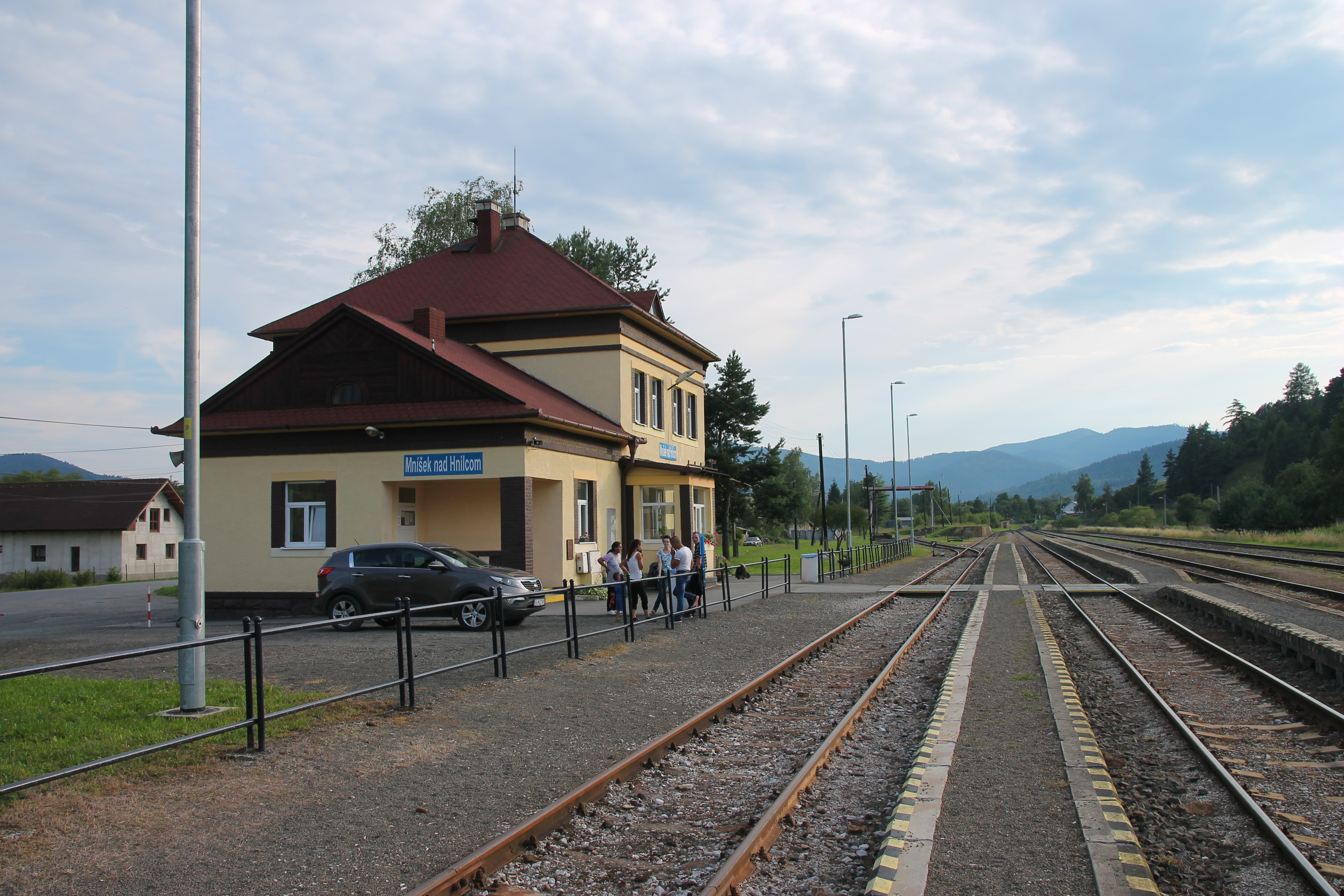
Železniční stanice Mníšek nad Hnilcom